# Deuterodon luetkenii
Deuterodon luetkenii es una especie de pez de la familia Characidae en el orden de los Characiformes.

## Morfología
Los machos pueden llegar alcanzar los 6,9 cm de longitud total.

## Hábitat
Vive en zonas de clima tropical entre 22 °C - 26 °C de temperatura.

## Distribución geográfica
Se encuentran en Sudamérica: cuencas de los ríos Uruguay, Paraná bajo, Río de la Plata, sistema de lagunas Patos-Merín, Tramandaí, y cuencas atlánticas de Rio Grande do Sul y Uruguay. Argentina, Brasil, Paraguay y Uruguay.